# Gettier-Problem
Das Gettier-Problem entsteht aus einem Einwand gegen die sogenannte klassische Analyse des Wissens (KAW oder englisch JTB für Justified True Belief). Diese definiert Wissen als Meinung (Überzeugung), die gerechtfertigt und wahr ist. Dem wird entgegnet, dass eine gerechtfertigte und wahre Meinung aber auch durch Zufall wahr sein kann. Dies wiederum bedeute, dass diese Meinung dann kein Wissen sei, wie die KAW aber behaupte. Deswegen sei die KAW falsch. Das Gettier-Problem besteht nun darin, die KAW so zu verbessern, dass sie mit derartigen Fällen zufällig wahrer gerechtfertigter Meinung umgehen kann, oder sie durch eine andere, bessere Analyse ersetzt. Das Problem geht auf den berühmten, nur drei Seiten umfassenden Aufsatz Is Justified True Belief Knowledge? (1963) (dt. Ist gerechtfertigte, wahre Meinung Wissen? 1987) des US-amerikanischen Philosophen Edmund Gettier zurück. Das Gettier-Problem ist eines der Hauptprobleme der gegenwärtigen Erkenntnistheorie.

## Die Standardanalyse von Wissen als gerechtfertigte wahre Meinung
Bis zur Publikation von Gettiers Aufsatz nahmen die meisten Erkenntnistheoretiker an, Wissen ließe sich als gerechtfertigte wahre Meinung analysieren. Genauer:
Ein Subjekt S weiß, dass P, dann und nur dann, wenn:
- (i) S glaubt, dass P,
- (ii) P ist wahr, und
- (iii) S hat gute Gründe zu glauben, dass P.

Nach der ersten Bedingung (Überzeugungsbedingung) kann man nur wissen, was man auch glaubt. (Hier werden, wie oft in der gegenwärtigen Erkenntnistheorie, „glauben“, „meinen“, „für wahr halten“, „überzeugt sein“ synonym verwendet.) Nach der zweiten Bedingung (Wahrheitsbedingung) kann man nur wissen, was auch tatsächlich der Fall ist. Nach der dritten Bedingung (Rechtfertigungsbedingung) darf die Meinung nicht bloß geraten sein o. ä.; der Glaubende muss in der Lage sein, Gründe für seine Überzeugung anzuführen. Was genau unter der dritten Bedingung zu verstehen ist, ist umstritten. Gettier setzt jedoch nur zwei Annahmen über Rechtfertigung voraus, die vergleichsweise unkontrovers sind (vgl. Gettier 1963: 121):
1. Fallibilismus: Eine gerechtfertigte Meinung kann falsch sein.
2. Deduktive Geschlossenheit: Wenn man aus einer gerechtfertigten Meinung eine andere Meinung logisch korrekt ableitet, dann ist auch die zweite Meinung gerechtfertigt.

Das Gettier-Problem sollte daher für all jene Varianten der Standardanalysen von Wissen einschlägig sein, die die beiden Annahmen über Rechtfertigung teilen.

## Gettiers Gegenbeispiele
Gettier gibt zwei Gegenbeispiele für gerechtfertigte wahre Meinungen, die dennoch kein Wissen seien. Die drei Bedingungen seien in diesen Fällen erfüllt, aber es handele sich nicht um Wissen. Die drei Bedingungen der Standardanalyse seien daher nicht hinreichend.

### Erstes Gegenbeispiel
Smith und Jones haben sich für eine Arbeitsstelle beworben. Smith hat starke Gründe, das Folgende zu glauben:
- (a) Jones ist derjenige, der den Arbeitsplatz bekommen wird, und Jones hat zehn Münzen in seiner Tasche.

Smiths Gründe für (a) bestehen darin, dass der Chef ihm versichert hat, dass er am Ende Jones auswählen würde, und dass er, Smith, die Münzen in Jones’ Tasche vor zehn Minuten gezählt hat. Aus (a) zieht Smith den folgenden Schluss:
- (b) Derjenige, der den Job bekommt, hat zehn Münzen in der Tasche.

Smith glaubt (b) nur deshalb, weil er die logische Schlussfolgerung von (a) nach (b) einsieht. In diesem Fall ist Smith gerechtfertigt, (b) zu glauben.
Nun ist es jedoch so, dass – ohne dass Smith dies weiß – Smith den Job bekommt, und Smith ebenfalls – ohne dass Smith dies weiß – zehn Münzen in der Tasche hat. (b) ist daher wahr, obwohl (a), woraus Smith (b) gefolgert hat, falsch ist.
In unserem Beispiel gilt daher:
- (i) Smith glaubt, dass (b),
- (ii) (b) ist wahr,
- (iii) Smith ist gerechtfertigt zu glauben, dass (b).

Aber es ist auch klar, dass Smith nicht weiß, dass (b) wahr ist. Denn (b) ist nur deshalb wahr, weil Smith den Arbeitsplatz bekommt und zehn Münzen in der Tasche hat, und nicht etwa deshalb, weil Jones den Arbeitsplatz bekommt und zehn Münzen in der Tasche hat. Smith gründet seine Meinung, dass (b), auf das Nachzählen der Münzen in Jones‘ Tasche und darauf, dass er fälschlicherweise annimmt, dass Jones den Job bekommen würde.

### Zweites Gegenbeispiel
In Gettiers zweitem Gegenbeispiel geht Smith davon aus, dass Jones einen Ford fährt. Er hat gute Gründe für diese Annahme: Seit er Jones kennt, hat dieser immer einen Ford gefahren, und Jones hat Smith, in einem Ford sitzend, zu einer Fahrt eingeladen. Hinzu kommt, dass Smith einen weiteren Freund hat, der Brown heißt und über dessen derzeitigen Aufenthaltsort Smith keine Kenntnis hat.
Mit den guten Gründen für die Proposition
- (c) „Jones besitzt einen Ford“

im Rücken schlussfolgert Smith die weitere Proposition (d):
- (d) Jones besitzt einen Ford, oder Brown hält sich in Barcelona auf.

Nun kommt es aber gänzlich anders: In Wahrheit besitzt Jones überhaupt keinen Ford, sondern hat diesen lediglich geliehen. Folglich ist die Proposition (c) falsch, für die Smith vermeintlich gute Gründe hatte. Zufälligerweise hält sich Brown jedoch tatsächlich in Barcelona auf, wodurch die Proposition (d) sich bewahrheitet. Auch hier hat Smith eine wahre gerechtfertigte Meinung, aber dennoch kein Wissen.

### Allgemeine Kennzeichen
Allgemein zeichnen sich Gettier-Probleme dadurch aus und werden als solche charakterisiert, dass ein gerechtfertigter Glaube in einer anderen Weise als erwartet wahr wird. Eine neue Analyse des Wissens muss diesen epistemischen Zufall in Angriff nehmen.

## Problematisierung verschiedener Lösungsansätze

### Elimination falscher Annahmen
In den beiden Beispielen kommt die gerechtfertigte wahre Meinung durch einen Schluss aus falschen Prämissen zustande. Es wäre aber verfrüht zu meinen, dass die Standardanalyse nun einfach zu verbessern wäre durch Anhängen einer Zusatzklausel:
- (iv) Die Meinung, dass P, beruht nicht auf einem Schluss aus einer falschen Annahme.

Dass auch diese modifizierte Standardanalyse nicht hinreichend ist, haben weitere Beispiele gezeigt (siehe Feldman 1974), etwa das folgende:
Smith betritt einen Raum und sieht Jones. Er bildet umgehend die gerechtfertigte Meinung
- (e) Jones ist im Zimmer.

Tatsächlich aber hatte Smith nicht Jones gesehen, sondern eine originalgetreue Nachbildung von Jones. Nun ist aber, wie es der Zufall will, Jones wirklich im Zimmer – wenngleich Smith ihn natürlich gar nicht gesehen hat.
Smiths Meinung, dass (e), ist eine gerechtfertigte wahre Meinung, die nicht auf einer falschen Annahme beruht, aber dennoch kein Wissen.

### Forderung nach Kausalität
Die Idee, eine Kausalität zwischen dem Fakt und dem Glauben desselben zu fordern, also
- (iv) Die Meinung, dass P, steht in kausalem Zusammenhang zu P.

löst das Grundproblem und auch das obige Beispiel der Nachbildung, da kein kausaler Zusammenhang zwischen der Anwesenheit Jones’ und Smiths Glauben daran besteht.
Jedoch ist auch hier eine Erweiterung um einen kausalen Zusammenhang möglich, wenn man annimmt, dass die Nachbildung nur deshalb im Zimmer ist, weil Jones sie eben dort erstellt hat. In dieser Version ist die neue Definition des Wissens damit ebenfalls unzulänglich. Der Einwand, dass hier kein adäquater kausaler Zusammenhang bestehe, entbehrt einer Bestimmung des Begriffes „adäquat“.

### Forderung einer Erfolgswahrscheinlichkeit
Eine weitere Möglichkeit wäre die Forderung, dass der epistemische Erfolg, d. h., dass die geglaubte Aussage wahr ist, auch wahrscheinlich war. Denn dann wären die eingetretenen, höchst unwahrscheinlichen Fälle der Gettier-Probleme vom Wissensbegriff ausgeschlossen.
Allerdings müsste so auch der Glaube, nicht im Lotto zu gewinnen, Wissen sein, falls er sich bewahrheitet, da dieses Ereignis sehr wahrscheinlich ist. Zu behaupten, man glaube nicht nur, sondern wisse, dass man nicht gewonnen hat, erscheint dagegen widersinnig.

### Die epistemische Differenz zwischen Meinung und Wissen
Eine deutschsprachige Widerlegung des Gettier-Problems findet man bei Steen Olaf Welding in der epistemischen Unterscheidung zwischen Meinung und Wissen: Es gibt Gründe für die Meinung von P, die nicht übereinstimmen mit dem Wissen, dass P. Somit ist die jeweilige Einschätzung des Grundes bzw. der Gründe für P entscheidend: Wird Q als ein hinreichender Grund für P aufgefasst, dann könnte Q der Grund für eine Person sein zu behaupten, sie wisse, dass P, und wenn Q als ein unzureichender Grund für P beurteilt wird, dann könnte Q für sie ein Grund sein, zu meinen oder zu glauben, dass P. Da es also keine allgemeingültigen Kriterien für die hinreichenden oder unzureichenden Gründe der Wahrheit einer Aussage P unabhängig von der Beurteilung eines Subjekts gibt, ist es nicht möglich, den Begriff der Meinung oder den des Wissens zu definieren.

## Historische Einordnung
Oftmals schreibt man bereits Platon zu, Wissen als gerechtfertigte wahre Meinung verstanden zu haben. So findet sich im Dialog Menon die traditionelle Bestimmung des Wissens (episteme) als durch Begründung gebundene richtige Meinung (orthe doxa): Statt dem momentanen Erwogenwerden zu entgleiten, werde die richtige Vorstellung durch eine Begründung dauerhaft festgehalten. Auch im Gorgias werden Wissen und Überzeugtsein dadurch definiert, dass zum Wissen stets Wahrheit gehört, zum Überzeugtsein jedoch nicht zwangsläufig; ebenso spricht Platon im Politikos von „wahrer Meinung mit Absicherung“ (alethes doxa meta bebaioseo).
Diese Analyse stellt Platon jedoch im Theaitetos infrage: Er negiert hierbei gerade, dass Wissen (episteme) "wahre Meinung [über x] mit Wissen von einem Unterschied [von dem, was x von allen relevanten Alternativen x-artigen Typs unterscheidet], einem Grund oder einer Erklärung" wäre (doxa orthê meta epistêmês diaphorotêtos: logou […] proslêpsis). Die Bestimmung von Wissen als „wahre Meinung mit Begründung“ wird verworfen, da die Begründung einer Meinung wiederum begründet werden müsste und ebenso die Begründung der Begründung, was zu einem infiniten Regress führen würde. Vielmehr müsste es einen begründungslosen Anfang aller Begründung geben. Die Begründung einer Meinung muss sich daher auf bereits vorhandenes Wissen stützen, um die wahre Meinung zu Wissen werden zu lassen. Jedoch kann auch die Definition „Wissen ist durch Wissen begründete wahre Meinung“ nicht gültig sein, da der zu definierende Begriff in der Definition enthalten ist und dies zu einem Zirkelschluss führen würde. Der Dialog endet aporetisch.
In der ersten Hälfte des 20. Jahrhunderts wurde dennoch rege kolportiert, dass Platon Wissen als wahre gerechtfertigte Meinung analysiert habe und somit als Wegbereiter der Standardanalyse zu sehen sei.

### Primärliteratur
- Edmund Gettier: Is Justified True Belief Knowledge? in: Analysis, 23, 1963, S. 121–123. Deutsch Ist gerechtfertigte, wahre Meinung Wissen? In: Peter Bieri (Hrsg.): Analytische Philosophie der Erkenntnis. Frankfurt/M. 1987, S. 91–93.
- Gettier, Edmund L. (2013). "¿Una creencia verdadera justificada es conocimiento? / Is Justified True Belief Knowledge?" (ed. English-Spanish). Trad. P. Vélez León. Disputatio. Philosophical Research Bulletin 3: pp. 185–193.

### Sekundärliteratur
- Gerhard Ernst, Lisa Marani (Hrsg.): Das Gettierproblem. Eine Bilanz nach 50 Jahren. Mentis, Münster 2013, ISBN 978-3-89785-840-4
- Richard Feldman: An Alleged Defect in Gettier Counterexamples. In: Australasian Journal of Philosophy, 52, 1974, S. 68–69.
- Alvin Goldman: A Causal Theory of Knowing. In: The Journal of Philosophy, 64, 1967, S. 335–372
- Martin Grajner: Erkenntnistheorie. In: Breitenstein, Rohbeck (Hrsg.): Philosophie. Metzler, Stuttgart / Weimar 2011, S. 147 (149–152)
- Keith Lehrer, Thomas Paxson: Knowledge: Undefeated Justified True Belief. In: The Journal of Philosophy, 66, 1969, S. 1–22.
- Robert Nozick: Philosophical Explanations. Cambridge/MA 1981, ISBN 0-674-66479-5
- Marshall Swain: Epistemic Defeasibility. In: American Philosophical Quarterly, 11, 1974, S. 15–25.